# Bhushana
Bushana fou un estat tributari protegit de l'Índia, del tipus zamindari, al districte de Jessore a Bengala.
Raja Sita Ram era un talukdar d'un poblet anomenat Hariharnagar a la riba del Madhumati i sembla que era delegat del nawab de Dacca per recaptar els impostos, però es quedava amb la recaptació; el nawab va enviar un exèrcit que el va fer presoner el 1712 i va destruir el seu palau. El 1786 un descendent va ser confimat pels britànics com a zamindar de les terres al nord-est del districte de Jessore.